# Mexico (Missouri)
Mexico – miasto w Stanach Zjednoczonych, w stanie Missouri, w hrabstwie Audrain.